# ハリー・ホワイト
ハリー・デクスター・ホワイト（Harry Dexter White、1892年10月9日 – 1948年8月16日）は、アメリカ合衆国の官僚、ソ連のスパイ。フランクリン・ルーズベルト政権の財務長官であるヘンリー・モーゲンソーの下で財務次官補を務めた。

## 生涯

### 誕生
リトアニア系ユダヤ人移民の両親のもと、マサチューセッツ州ボストンで生まれた。高校を卒業後、職に就き、その後1917年にアメリカ陸軍に中尉として入隊し第一次世界大戦に従軍する。帰還後の1924年にコロンビア大学に入学し経済学を学ぶ。その後スタンフォード大学を経てハーバード大学とローレンス大学で経済学の助手として勤務した後、ハーバード大学の大学院に入り、1935年に博士号を得ている。1932年1月にラフリン・カリーらとともにつくった覚書は財政政策においてはケインジアンの先駆け、金融政策ではマネタリストの先駆けと評されている。

### 第2次世界大戦前後
第2次世界大戦が勃発すると、ソ連援助を目的とした武器貸与法の法案作成に参画し、これは1941年3月に成立している。
1941年、ルーズベルト大統領時代のアメリカ合衆国の財務次官補としてハル・ノートの草案作成に携わった。11月17日に「日米間の緊張除去に関する提案」を、財務長官ヘンリー・モーゲンソーに提出。モーゲンソーは翌18日に、これをフランクリン・ルーズヴェルト大統領とコーデル・ハル国務長官に提出した。これがハル・ノートの原案である「ホワイト試案」（または「ホワイト・モーゲンソー試案」）となり、大統領命令によりハル国務長官の「ハル試案」と併行して、国務省内で日米協定案とする作業が進む。
25日に大統領の厳命により、ハル長官は「ハル試案」を断念。この「ホワイト試案」に沿って、いわゆる「ハル・ノート」が日本に提示される。この「ホワイト試案」の採択には、カリーとその盟友であるオーウェン・ラティモアの暗躍があった。ここまでの話はあくまで一部の歴史家の主張で、アメリカの試案はずっと前に策定されており、ホワイトの提案は国務省によって完全に書き直され、その案が日本に提示される事はなかった。
ブレトン・ウッズ協定及び国際通貨基金 (IMF) の発足にあたって、イギリスのケインズ案とアメリカのホワイト案が英米両国の間で討議されたが、IMFはホワイト案に近いものとなり、以後世界ではドルが基軸通貨となる。1945年「対ソ100億ドル借款案」が、モーゲンソー財務長官を経てルーズヴェルト大統領に渡っている。モーゲンソー・プランはドイツからすべての産業を取り去り、戦争ができない農業国にするよう提言されていた。

### 告発
戦後、共産主義者であると告発を受けた。ホワイトはソ連軍情報部の協力者であったことが、ベノナ文書により確認されている。
1948年の夏に下院非米活動委員会において、ウィテカー・チェンバースとエリザベス・ベントリーが、ソ連のNKGB（国家保安人民委員部）在米責任者ボリス・ブコフ大佐指揮下の秘密工作機関について証言。その中に彼の名前があったため、非米活動委員会に召還された。委員会において彼は自分がスパイであることを否定した。下院非米活動委員会に出席した三日後、ニューハンプシャー州の自分の農場にて心臓発作により死去。これはジギタリスの大量服用による心臓麻痺で、自殺だったと報道されたが、今でも確かな死因は不明である。
ホワイトはGRU(ソ連赤軍情報部)の米国駐在部代表であるボリス・ブコフ大佐が運営する協力者の一人であったが、後にその所属はGRUからNKGBに移管されたという。1953年、ハーバート・ブラウネル・ジュニア司法長官は彼を名指しでソ連のスパイであり、米国の機密文書をモスクワに渡すために、他の連絡要員に渡していたと述べている。

## スパイ行為の否定
1941年ごろホワイトはソ連軍情報部と接触し、スノウ(snow)作戦（ホワイトの名による）という工作に関与したとされる。ソ連の内務人民委員部(NKVD)で米国部副部長を務めたヴィターリー・パヴロフによると、ソ連軍情報部のイスハーク・アフメーロフがホワイトと接触した後、パヴロフはアフメロフの友人としてホワイトに接触し、メモを見せたという。
パブロフは「アメリカを対独戦に向かわせるため、ホワイトに接触して日米戦争を回避する計画がスノウ作戦であり、ホワイト自身は工作対象でスパイではない。財務省にはすでに2人のエージェントがいたので、それ以上の情報源は不要だった」と証言している。

### 当事者の記録と、第三者の反証
アラン・ベルモント（FBI情報部長）
断片的な文章を解釈し、多くの人や場所に使い回された暗号名から導いた仮定を元にしている為、ベノナ文書を証拠として採用するのは不適切。
ヴィクター・ナヴァスキー（ジャーナリスト）
ベノナ文書を根拠にしている人々は、みずからが支持する情報だけを集めて、相反する反証を無視している。ベノナ文書は冷戦構造を歪曲するために利用された。
ハーベイ・クレア（歴史学教授）
『米国にソ連のスパイがいた』は大枠として正しいが、細部は間違っていて単なる魔女狩りだった。小物のスパイは判明したが、その他は立証されていない。
アサン・テオハリス（FBI/ジョン・フーバー/米諜報機関専門の歴史家）
FBIはマッカーシズムを促進しながら、防諜の失敗を隠ぺいした。
アレン・ワインスタイン（官僚・歴史家・大学教授）
ベノナ文書は説得力はあるが、決定的ではない。
ブルース・クレイグ（諜報専門の歴史家）
交換された情報は法律の範囲内だったため、多くの人はホワイトの行動をスパイ行為と見なしておらず、現在の法的基準でもスパイ行為には当たらない。
ベン・ステイル（経済学者）
ホワイトはマルクス主義者ではなく、ケインズ経済学派である。